# Oceanside (Nowy Jork)
Oceanside – jednostka osadnicza w Stanach Zjednoczonych, w stanie Nowy Jork, w hrabstwie Nassau.